# Kąt tarcia wewnętrznego

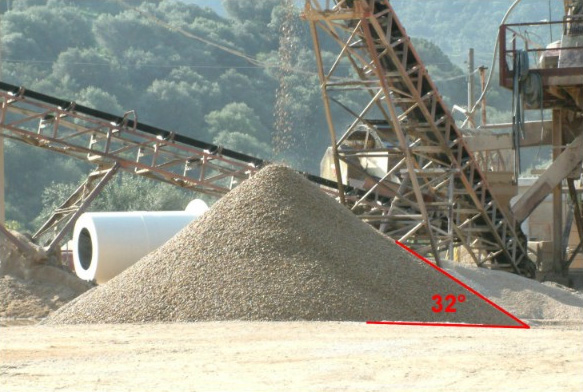
Kąt naturalnego zsypu (usypu)

Kąt tarcia wewnętrznego (symbol: φ) – parametr wytrzymałości gruntów i skał na ścinanie (pokrewnym parametrem jest spójność). Zależy on od składu mineralnego, stopnia obtoczenia i wysortowania ziaren, a także ich wzajemnego ułożenia, czyli stopnia zagęszczenia.

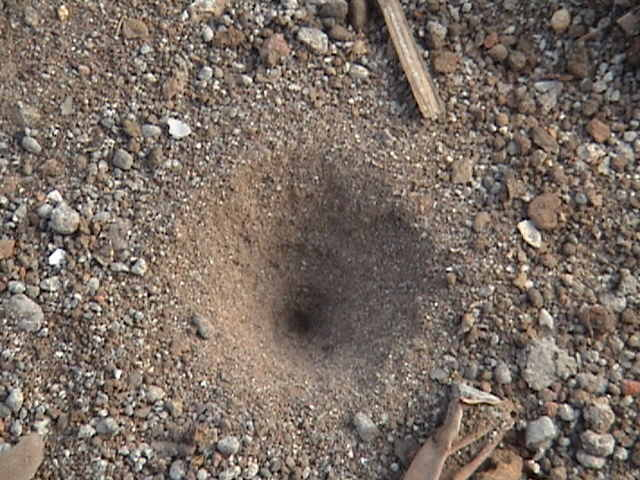
Pułapka mrówkolwa i kąt naturalnego zsypu

Tangens kąta tarcia wewnętrznego jest równy stosunkowi składowej stycznej do powierzchni (ześlizgowa) i składowej prostopadłej do powierzchni z siły działającej pionowo. Dla ciała zsuwającego się po równej powierzchni jest równy współczynnikowi tarcia ślizgowego zsuwającego się materiału. Kąt tarcia wewnętrznego jest wynikiem oddziaływania między ziarnami gruntu. Czasami określany jest on jako kąt naturalnego zsypu i oznacza kąt tworzony przez stok suchego gruntu niespoistego (na przykład piasku), po przekroczeniu którego ziarna tracą równowagę i zaczynają się osuwać w dół stoku. Kąt naturalnego zsypu jest wariantem kąta tarcia wewnętrznego przy spoistości równej zero.
W mechanice gruntów kąt tarcia wewnętrznego pełni ważną rolę, na przykład przy wyznaczaniu naprężeń poziomych. Jedną z metod jego określania jest badanie aparatem trójosiowego ściskania.